# María Graña
María Graña (Buenos Aires, 16 de junio de 1953)  es una cantante argentina de música popular. Conocida como "la Reina del Tango", es ampliamente considerada una de las cantantes femeninas más importantes en la historia de ese género musical y una de las mejores de su país. Con más de cincuenta años de carrera, ha publicado nueve álbumes de estudio, ha ganado tres premios Carlos Gardel y tres premios Konex. Además, ha encabezado largas giras por Europa, Asia y América Latina.

## Actividad profesional
María Graña nació en el barrio de Villa Urquiza, en la ciudad de Buenos Aires. Su padre era cantor de tangos bajo el nombre artístico de Carlos Graña, y fue su mayor influencia en su camino artístico. Atraída desde muy chica por el canto, cuando tenía 12 años comenzó a estudiarlo con la profesora Elvira Aquilano, que la acompañó durante diecisiete años en esa tarea. En 1970 se presentó en el concurso organizado por el programa televisivo Canta el pueblo, que se emitía por Canal 7, y logró el primer premio con La canción de Buenos Aires.
Cuando Ben Molar produjo el larga duración Los de siempre, con catorce tangos inéditos, de creadores notables del género y cantados casi todos por vocalistas desconocidos, uno de estos últimos fue María Carmen Graña con el tema Y nunca más tu amor, de Francisco Pracánico y Leopoldo Díaz Vélez.
En 1973 Osvaldo Pugliese la convocó para unirse a su orquesta, en la que desde 1964 cantaba Abel Córdoba, y debutó en el club nocturno Michelángelo. Con Pugliese actuó en las mejores casas de tango, como Caño 14 y El Viejo Almacén, entre otras y en el Canal 11 de televisión, que la contrató para sus programas Tango Club, que conducía Héctor Larrea y Tango y Goles que tenía a Juan Carlos Mareco como conductor. A esta altura de su carrera ya se advertía su calidez, su personalidad seductora y comunicativa, una manera sobria y aguerrida de interpretar el tango que hacían que en pocos instantes el público se identificara con ella. Si bien no quedaron grabaciones de esa etapa de su carrera, se recuerdan de ella, en especial, sus interpretaciones de Nostalgias, Volver, Amar amando y La canción de Buenos Aires.
En 1975 viajó a Colombia integrando una embajada tanguera con Mario Bustos, Argentino Ledesma y otros. Actuaron en las más elegantes salas de Bogotá, Medellín y en la Plaza de Toros de Manizales. Tan grande fue el éxito logrado por este grupo que la empresa grabadora Codisco la contrata para registrar su primer Long Play (LP) como solista, titulado La Gran Tanguista y en el que estuvo acompañada por un grupo de músicos argentinos y colombianos. En esa producción se destacan los tangos «Canción desesperada», «Garras» y «Flor de lino» Vals.
La televisión fue siempre el medio de comunicación más directo para la popularidad de la cantante. Figura infaltable en los programas: El tango del millón, Buenas noches Buenos Aires y Tango Club, de Canal 11. Hacia finales de los años 70 participa en Amistangos, con la conducción de Héctor Larrea, Los Poetas del Tango y Siete Décadas de Tango. También participó del programa Grandes valores del tango en el Canal 9, con Juan Carlos Thorry y luego Silvio Soldán. Durante esos años su labor en televisión fue intensa, especialmente en La Botica del Ángel, creado y conducido por Eduardo Bergara Leumann.
Se reedita un larga duración para el sello M & M, acompañada por una orquesta dirigida por el bandoneonista Juan Carlos Bera y Osvaldo Requena (Director musical de Canal 11).Los temas «Y te parece todavía», «Nostalgias», «El último escalón» y «Cien guitarras» estaban entre los doce que conformaban el disco. El comentario del disco estuvo firmado por Pugliese, quien entre otras cosas dijo:  

«...sus interpretaciones demuestran sensibilidad en los distintos momentos emotivos que exigen la letra y la música; la calidad, la calidez y la seguridad de su voz, en los distintos registros, obedece a la perseverancia en el estudio, camino ineludible que deben imitar todos aquellos que están y que ingresan en el cancionero popular.»
Osvaldo Pugliese

En 1979 se convierte en madre de trillizos: Mauro Damián, Sebastián Leandro y Mariano Ezequiel Ambesi. Hijos de su primer matrimonio con Juan Carlos Ambesi, de quien más adelante se separó.

### Años 1980
En 1982 grabó su primer álbum con CBS-Columbia, titulado Nivel internacional. En esa producción se incluyó «Caserón de tejas», que hasta ahora acompaña a María Graña en todas sus presentaciones. La dirección musical estuvo a cargo del maestro Martín Darré. Ese año obtiene el Premio Prensario a la mejor cantante de tango. En 1984 graba su segundo álbum con la empresa CBS-Columbia, titulado Distinta, esta vez con la dirección musical de Raúl Plate, la participación especial de Jorge Falcón y Guillermo Fernández, y en el que se destacan, «El día que me quieras», «La flor de la canela», «La noche que te fuiste» y «Cornetín», entre otros.
Su prestigio internacional se afianza desde el Teatro Chatelet de París: integrando el elenco fundador de Tango Argentino, dirigido por los coreógrafos Claudio Segovia y Héctor Orezzoli. Aquel primer elenco estaba integrado por el Sexteto Mayor, el dúo Horacio Salgán-Ubaldo De Lío, los cantantes Roberto Goyeneche, Raúl Lavié, María Graña, Jovita Luna, Elba Berón y Alba Solís y la coreografía por Juan Carlos Copes. Ese mismo año Tango Argentino se presenta en Nueva York durante quince días en el City Center.
El diario The New York Times llamó a Graña, «La Judy Garland del tango». El espectáculo continuó en diferentes ciudades de Italia (Milán, Venecia, Roma) y vuelve al Chatelet de París en 1984. En 1985 viajó a Canadá y actuó en Montreal, Quebec y Ottawa, y al regresar a Buenos Aires cantó en la casa de tango Caño 14.
Nacieron sus otros dos hijos, Francisco en 1986 y María Felicitas en 1987, ambos con el productor y musicalizador Mochín Marafioti.

### Años 1990
En 1991 volvió a formar parte de Tango Argentino en el The Aldwych Theatre de Londres. Al año siguiente presenta el espectáculo Graña con Ferrer junto al letrista Horacio Ferrer. En 1993 participó en el Teatro Cervantes, como invitada especial de la Orquesta Nacional de Música Argentina Juan de Dios Filiberto, dirigida por el maestro Osvaldo Piro. En 1995 grabó el disco María (producido por su esposo Francisco Mochín Marafioti, y editado por DBN), en donde participan importantes figuras de la música y el canto: Mercedes Sosa, Valeria Lynch, Jorge Calandrelli, Juanjo Domínguez, Oscar Cardozo Ocampo, y el Sexteto Mayor, entre otros. A finales de 1996, viajó a Francia junto al cantante Jairo, el bandoneonista y director Raúl Garello y la Sinfónica del Capitolio de Toulouse, donde se realizó un homenaje a Carlos Gardel. En 1997 lanzó el disco Gardel × María Graña, producido también por Mochín Marafioti, editado por Warner Music. Al año siguiente se presentó en Los Ángeles (California), en el Hollywood Bowl con la Sinfónica de Los Ángeles y luego en París, con Osvaldo Piro y su Orquesta.
En la primera edición de los Premios Gardel recibió el premio al «mejor álbum artista femenina de tango» por su disco Gardel × María Graña. En 1999 actuó en Armenonville como primera figura junto a José Ángel Trelles y José Ogivieki.

### Años 2000
En el año 2000 se presentó en el Carnegie Hall (Nueva York) con el espectáculo Tango Magic y en el Gershwin Theatre de Broadway con el regreso del espectáculo Tango argentino. Al año siguiente presentó su show María Graña en Concierto en la Casa de José Hernández, integró como artista invitada en el espectáculo Copes Tango Copes, y ganó el premio Estrella de Mar en Mar Del Plata. En 2002 presentó su show María Graña en Concierto, en Miami. 
Tuvo una participación especial en el película documental Abrazos, tango en Buenos Aires, auspiciada por el Gobierno de la Ciudad de Buenos Aires y estrenada en 2003. Junto a Ryota Komatsu, bandoneonista japonés y su quinteto viajó a Japón , donde era esperada por el público. Luego de siete años, apareció su nuevo disco Rara, como encendida, editado por EPSA Music, en 2004. Volvió a Colombia para los festejos del mes de Gardel, actuando en el Teatro Municipal de Medellín y recibió el Premio Gardel como «mejor álbum artista femenina de tango». En 2007 lanzó el disco Cualquiera de estas noches, editado por EPSA Music y otra vez ganó el Premio Gardel al «mejor álbum artista femenina de tango» por su último disco. Participó en el disco Cantora de Mercedes Sosa, con el tema «Nada» (de Dames y Sanguinetti) y actuó en el documental Abrazos, tango en Buenos Aires (2003).
.

### Años 2010
En febrero de 2011 actuó en el evento que resurgió Tango Argentino. Ese mismo año comienza un ciclo de cinco meses consecutivos en la sala 36 Billares junto al guitarrista Esteban Morgado. El dúo viajó a Paraguay y realizó shows en el interior de la Argentina. En septiembre viajó a París junto a Raúl Lavié a inaugurar un Centro Cultural.
También participó en el Homenaje a Rubén Juárez hecho en Montevideo. Después de unos años, presentó su nuevo Disco junto Esteban Morgado titulado Entre Nosotros.  Durante el 2012 actuó en varias salas presentando su nuevo disco. Al año siguiente participó en la primera edición del espectáculo Las elegidas junto a otras cantantes mujeres de la Argentina y en 2014 lo hizo en otra edición de la pieza en el Teatro Colón interpretando su clásico Naranjo en flor.
En 2015 se presentó en varias salas y programas de televisión. Ese año festejó su trayectoria en un espectáculo titulado "40 años con la música", que obtuvo gran recepción de público y muy buenas críticas. Al año siguiente obtuvo un reconocimiento a su trayectoria en los "Premios Magazine". Participó en el Mundial del Tango 2016 y realizó varios espectáculos con Esteban Morgado, el Sexteto Mayor y Pablo Estigarribia. Con este último, grabó el disco María y Pablo, en 2017. En 2019, volvió a cantar con Esteban Morgado. 
Tras el parón provocado por la pandemia de Covid-19, volvió a los escenarios para festejar sus cincuenta años de carrera, en noviembre de 2021, al tiempo que anunció su retiro como cantante de tango. Sin embargo, al año siguiente volvió a cantar en la calle Corrientes con un espectáculo dedicado, principalmente, al bolero y folklore. En octubre de 2024, volvió a dar un concierto especial en el teatro "Señor Tango" de Buenos Aires y otro en el Anfiteatro del Parque Centenario.

## Discografía
| Nombre del álbum           | Información                                 |
| -------------------------- | ------------------------------------------- |
| La gran tanguista          | - Lanzamiento: 1975 - Discográfica: Codisco |
| Nivel internacional        | - Lanzamiento: 1982 - Discográfica: CBS     |
| Distinta                   | - Lanzamiento: 1983 - Discográfica: CBS     |
| María                      | - Lanzamiento: 1995 - Discográfica: DBN     |
| Gardel por María Graña     | - Lanzamiento: 1997 - Discográfica: WEA     |
| Rara, como encendida       | - Lanzamiento: 2004 - Discográfica: EPSA    |
| Cualquiera de estas noches | - Lanzamiento: 2007 - Discográfica: EPSA    |
| Entre Nosotros             | - Lanzamiento: 2011 - Discográfica: EPSA    |
| María y Pablo              | - Lanzamiento: 2017 - Discográfica: EPSA    |

## Premios
| Año  | Premio           | Álbum                      | Categoría                                     |
| ---- | ---------------- | -------------------------- | --------------------------------------------- |
| 1982 | Prensario        |                            | Mejor Cantante de Tango                       |
| 1985 | Konex            |                            | Cantante Femenina de Tango                    |
| 1995 | Konex            |                            | Mejor Cantante Femenina de Tango              |
| 1996 | ACE              | María                      | Mejor Álbum de Artista Femenina de Tango      |
| 1998 | Carlos Gardel    | Gardel × María Graña       | Mejor Álbum Artista Femenina de Tango         |
| 2005 | Carlos Gardel    | Rara, como encendida       | Mejor Álbum Artista Femenina de Tango         |
| 2005 | Konex de platino |                            | Mejor Cantante Femenina de Tango de la Década |
| 2008 | Carlos Gardel    | Cualquiera de estas noches | Mejor Álbum Artista Femenina de Tango         |
| 2015 | Konex            |                            | Cantante Femenina de Tango                    |